# Лейк-Одеса (Мічиган)
Лейк-Одесса (англ. Lake Odessa) — селище (англ. village) в США, в окрузі Айонія штату Мічиган. Населення — 1,994 осіб (2020).

## Географія
Лейк-Одесса розташований за координатами 42°46′58″ пн. ш. 85°8′15″ зх. д. / 42.78278° пн. ш. 85.13750° зх. д. (42.782899, -85.137555).  За даними Бюро перепису населення США в 2010 році селище мало площу 2,31 км², з яких 2,31 км² — суходіл та 0,00 км² — водойми.

## Демографія
Згідно з переписом 2010 року, у селищі мешкало 2018 осіб у 835 домогосподарствах у складі 534 родин. Густота населення становила 872 особи/км².  Було 950 помешкань (411/км²).
Расовий склад населення:
| - 91,4 % — білих - 0,8 % — азіатів - 0,4 % — корінних американців - 0,1 % — чорних або афроамериканців - 4,2 % — осіб інших рас |

До двох чи більше рас належало 3,1 %. Частка іспаномовних становила 10,3 % від усіх жителів.
За віковим діапазоном населення розподілялося таким чином: 27,0 % — особи молодші 18 років, 59,5 % — особи у віці 18—64 років, 13,5 % — особи у віці 65 років та старші. Медіана віку мешканця становила 34,6 року. На 100 осіб жіночої статі у селищі припадало 93,3 чоловіків;  на 100 жінок у віці від 18 років та старших — 84,9 чоловіків також старших 18 років.
Середній дохід на одне домашнє господарство  становив 49 038 доларів США (медіана — 38 710), а середній дохід на одну сім'ю — 56 559 доларів (медіана — 42 400). Медіана доходів становила 37 444 долари для чоловіків та 33 438 доларів для жінок. За межею бідності перебувало 10,6 % осіб, у тому числі 15,2 % дітей у віці до 18 років та 5,8 % осіб у віці 65 років та старших.
Цивільне працевлаштоване населення становило 872 особи. Основні галузі зайнятості: освіта, охорона здоров'я та соціальна допомога — 31,1 %, виробництво — 24,7 %, роздрібна торгівля — 13,2 %, мистецтво, розваги та відпочинок — 13,1 %.